# PEN/Diamonstein-Spielvogel Award
PEN/Diamonstein-Spielvogel Award for the Art of the Essay – nagroda literacka przyznawana przez PEN America w Nowym Jorku autorowi najlepszej książki eseistycznej opublikowanej w danym roku kalendarzowym przez amerykańskiego wydawcę.
Nagrodę ufundowało małżeństwo Barbaralee Diamonstein (pisarka, dziennikarka, producentka telewizyjna) i Carl Spielvogel (publicysta „New York Timesa”, były ambasador USA na Słowacji). Laureat nagrody otrzymuje 10.000 dolarów. Kandydaci muszą być obywatelami lub stałymi mieszkańcami USA, nie muszą należeć do PEN Clubu. 

## Laureaci
- 1990 – Bernard Knox(inne języki), Essays Ancient and Modern
- 1991 – Martha Nussbaum, Love’s Knowledge
- 1992 – David Morris(inne języki), The Culture of Pain
- 1993 – Frederick Crews(inne języki), The Critics Bear It Away: American Fiction and the Academy
- 1994 – Stanley Fish, There’s No Such Thing as Free Speech…And It’s A Good Thing Too
- 1995 – John Brinckerhoff Jackson(inne języki), A Sense of Place, A Sense of Time
- 1996 – Thomas Nagel, Other Minds
- 1997 – Cynthia Ozick, Fame and Folly
- 1998 – Adam Hochschild(inne języki), Finding the Trapdoor
- 1999 – Marilynne Robinson, The Death of Adam
- 2000 – Annie Dillard, For the Time Being
- 2001 – David Quammen(inne języki), The Boilerplate Rhino
- 2002 – David Bromwich(inne języki), Skeptical Music
- 2003 – William H. Gass, Test of Time
- 2004 – Stewart Justman(inne języki), Seeds of Mortality
- 2011 – Mark Slouka, Nick of Time
- 2012 – Christopher Hitchens, Arguably (wyd. pol.: Podlega dyskusji - eseje)
- 2013 – Robert Hass(inne języki), What Light Can Do
- 2014 – James Wolcott(inne języki), Critical Mass
- 2015 – Ian Buruma(inne języki), Theater of Cruelty: Art, Film, and the Shadows of War
- 2016 – Ta-Nehisi Coates, Between the World and Me (wyd. pol.: Między światem a mną)
- 2017 – Angela Morales(inne języki), The Girls in My Town
- 2018 – Ursula K. Le Guin, No Time to Spare
- 2019 – Michelle Tea(inne języki), Against Memoir
- 2020 – Deborah Fleming, Resurrection of the Wild
- 2021 – Barbara Ehrenreich, Had I Known: Collected Essays
- 2022 – Margaret Renkl(inne języki), Graceland, at Last: Notes on Hope and Heartache from the American South[3]